# Округ Хенри (Мисури)
Округ Хенри (енгл. Henry County) је округ у америчкој савезној држави Мисури.

## Демографија
По попису из 2010. године број становника је 22.272, што је 275 (1,3%) становника више него 2000. године.
| Група             | 2000.          | 2010.          |
| Белци             | 21.157 (96,2%) | 21.230 (95,3%) |
| Афроамериканци    | 225 (1,0%)     | 226 (1,0%)     |
| Азијати           | 54 (0,2%)      | 52 (0,2%)      |
| Хиспаноамериканци | 201 (0,9%)     | 369 (1,7%)     |
| Укупно            | 21.997         | 22.272         |